# Художники-жертви репресій
Художники-жертви репресій — список імен репресованих художників, вказаний на пам'ятнику, присвяченому їх пам'яті
| Ім'я художника           | Роки життя                                           | Професійна характеристика | Фото | Обставини трагедії |
| Аделаїда Артюхова        | 1902-?                                               | Мистецтвознавець, музейний працівник. |      | Артюхова була ув'язнена 3 листопада 1935. Звинувачувалась в співчутті і зв'язках з «українськими буржуазними націоналістами». Рішенням Окремої наради при НКВД СРСР від 9 березня 1936 ув'язнена в ИТЛ на 3 роки. Відправлена до Маріїнська. Дальша її доля невідома. |

Пам'ятник «Художники-жертви репресій» (1996). Автори — скульптор Б. Довгань і архітектор Ф. Юр'єв. На задньому плані видно споруду Київського художнього інституту

| Михайло Бойчук           | 1882-1937                                            | український художник, маляр-монументаліст, лідер групи «бойчукістів». Член НТШ (1912), УНТ (1917). Один із засновників монументального мистецтва України 20 ст. Представник Розстріляного відродження.    |      | У листопаді 1926 — травні 1927 Бойчук разом із дружиною Софією Налепинською-Бойчук, учнями Іваном Падалкою та Василем Седляром мали творчу подорож до Німеччини, Франції, Італії. Поїздка за кордон стала однією з формальних підстав для їхнього арешту та звинувачення у «шпигунстві» й участі в "контрреволюційній організації. 25 листопада 1936 органи НКВС заарештували Михайла Львовича Бойчука, а 13 липня 1937 в Києві разом з його талановитими учнями Іваном Падалкою та Василем Седляром розстріляли.                                                                                    |
| Михайло Гаврилко         | 1882-1920                                            | український художник, скульптор, поет, учасник українських визвольних змагань початку XX ст |      | Заарештований чекістами як керівник антибільшовицького повстання на Диканьщині, був страчений у Полтаві восени 1920 p. За іншими даними, 1920 року його схопили більшовики та стратили в м. Конотоп. Спалений живцем в топці паровоза. |
| Володимир Гагенмейстер   | 1887-1938                                            | український графік, мистецтвознавець та видавець. |      | Вночі на 12 грудня 1937 арештований, 20 січня 1938 року розстріляний. |
| Сергій Гиляров           | 1887-1946                                            | український історик, мистецтвознавець, музеєзнавець. Професор. Член Спілки архітекторів УРСР |      | 30 грудня 1945 заарештований і звинувачений в пособництві гітлерівцям. 8 лютого 1946 р. не доживши вироку Сергій Гіляров помирає в лікарні Лук'янівської в'язниці. Офіційно — від запалення легень. Проте з'ясувалося, що він помер від виснаження, відмовившись приймати їжу. |
| Алла Горська             | 1920-1970                                            | українська художниця-шістдесятниця і відомий діяч правозахисного руху 60-х років в Україні. Дружина художника Віктора Зарецького                                                                          |      | 28 листопада 1970 року Алла Горська була вбита в помешканні свекора у місті Василькові Київської області |
| Ольга Деконська          | 1885-1937                                            | |      | |
| Дмитро Дяченко           | 1887-1942                                            | архітектор і громадський діяч, засновник стилю українського необароко. Професор, член-кореспондент Академії архітектури СРСР                                                                              |      | У 1930-х роках праці Дяченка засуджені офіційною критикою як вияв українського націоналізму. Під загрозою арешту 1937 року Дмитро Дяченко з родиною переїхав до Москви, де працював у різних проектних організаціях, але не уникнув репресії. 1 липня 1941 року Дяченко Дмитро Михайлович був заарештований, а у травні 1942 року захворів і помер. |
| Федір Ернст              | 1891-1942                                            | український історик, мистецтвознавець, музеєзнавець. Автор найкращого довоєнного путівника по Києву (1930).                                                                                               |      | 16 липня 1941 року Ернста заарештовано за звинуваченням у шпигунстві, а 28 жовтня 1942 року розстріляно. |
| Микола Івасюк            | 1865-1937                                            | український художник |      | У липні 1937 Івасюка безпідставно заарештували органи НКВС, розстріляний у Биківні, за іншими даними — в Жовтневому палаці, похований у Биківні. |
| Микола Касперович        | 1885-1938                                            | український художник, реставратор, послідовник Михайла Бойчука |      | Ув'язнений в березні 1938. Був засуджений за участь в "контрреволюційній повстанській організації". Розстріляний в травні 1938 року. |
| Григорій Коваленко       | 1868-1937                                            | український письменник, журналіст, історик, етнограф, художник, громадський діяч |      | У 1937 році похилий уже за віком на той час Коваленко Григорій Олексійович був заарештований, звинувачений у націоналізмі і 28 жовтня розстріляний у Полтавській міській в'язниці |
| Наталя Коцюбинська       | 1896-1939                                            | український мистецтвознавець. Активна діячка Українських визвольних змагань 1917–1921 років |      | Двічі арештовувалася — 1924 та 1934 року. На засланні в Саратові заарештовано 18 жовтня 1937 року і 8 грудня того ж року засуджено до вищої міри покарання. Розстріляно 11 грудня 1937 року в Саратові. |
| Іван Крашановський       | 1884-1939                                            | український художник |      | Заарештований 23 травня 1938 року як націоналіст. ОН при НКВС СРСР від 9 жовтня 1938 року постановила ув'язнити у ВТТ на 5 років |
| Кость Кржемінський       | 1893-1937                                            | |      | Заарештований і розстріляний 1937 року. |
| Георгій Крушевський      | 1863-1938                                            | живописець |      | Заарештований за протести проти рушення церков, монастирів. Загинув у 1938 році. |
| Євген Кузьмін            | 1871-1942                                            | мистецтвознавець |      | Останній, третій раз, справу за обвинуваченням Кузьміна Євгена Михайловича «в тому, що він є активним учасником контрреволюційної організації серед теософів і проводив шпигунську роботу на користь фашистських держав» було розпочато 21 грудня 1937 року. За вироком окремої наради при НКВД СРСР від 22 вересня 1938 року: «как социально опасный элемент сослать в Казахстан сроком на пять лет». Йому було близько 70 років, коли його вислали. Винним себе він так і не визнав. Помер Євген Михайлович Кузьмін 9 липня 1942 року у Казалінську (Казахстан), на передостанньому році заслання. |
| Петро Лапін              | 1887-1937                                            | |      | |
| Іван Липківський         | 1892-1937                                            | |      | |
| Микола Макаренко         | 1877-1938                                            | український археолог і мистецтвознавець |      | 1934 заарештований за відмову підписати акт про знесення Михайлівського Золотоверхого собору, засланий на три роки до Казані, де викладав у художньому технікумі, був консультантом Центрального музею. 1936, після повторного арешту, засуджений на три роки і відправлений у Томську виправно-трудову колонію № 2. 15 грудня 1937 року втретє заарештований і постановою «трійки» НКВД СССР убитий в тюрмі 4 січня 1938. Місце поховання кати приховали. |
| Олексій Маренков         | 1886-1942                                            | Український та російський графік. Працював в царині книжкової графіки, в 1920-х викладав у Харківському художньому інституті.                                                                             |      | |
| Юхим Михайлів            | 1885-1935                                            | український художник, поет і мистецтвознавець |      | 1934 року Юхим Спиридонович Михайлів був безпідставно заарештований за звинуваченням у підготовці збройного повстання і засланий до Котласу. Там художник оселився в робітничій родині, влаштувався на роботу декоратором у клуб, продовжував малювати, писати вірші, мріяв про повернення до рідних, однак підірване на фронтах здоров'я далося взнаки і 1935 року його життя обірвалося. |
| Олександр Мурашко        | 1875-1919                                            | українського художника і педагога |      | Олександра Мурашка було вбито червневої ночі 1919 року неподалік від власного будинку на Лук'янівці пострілом в потилицю. Тодішня преса писала, що «був пограбований і забитий бандитами». |
| Софія Налепінська-Бойчук | 1884-1937                                            | український художник-графік. Дружина художника Михайла Бойчука. |      | У 1937 році за справою М. Бойчука була засуджена до смертної кари і розстріляна |
| Леонід Обозненко         | 1884-1937                                            | |      | |
| Никанор Онацький         | 1874-1937                                            | український живописець, поет, педагог, мистецтвознавець, громадський діяч. Організатор та директор Сумського художнього музею, тепер названого його ім'ям. Брат представника ОУН в Римі Євгена Онацького. |      | Весною 1934 року його вперше заарештовують. Музейну діяльність Онацького було кваліфіковано як націоналістичну, підривну щодо радянської влади. У 1935 році суд направив справу поета-в'язня на нове розслідування, а самого звільнив з-під варти, та через півтора року його знову заарештовують і без суду, за постановою особливої трійки при НКВС СРСР, страчують 23 листопада 1937 р. |
| Іван Падалка             | 1894-1937                                            | український художник |      | 13 липня 1937 року Військова Колегія Верховного Суду СРСР засудила І. І. Падалку як «учасника націонал-фашистської терористичної організації, що ставив за мету відторгнення України від СРСР та реставрацію капіталізму» до вищої міри покарання — розстрілу. Того ж дня вирок було виконано. |
| Борис Пилипенко          | 1892-1937                                            | український художник, мистецтвознавець, етнограф |      | Військовий трибунал Київського військового округу в лютому 1936 року засудив Б. Пилипенка до семи років виправно-трудових таборів. Покарання він відбував на Соловках, але закінчення терміну не дочекався. На початку листопада 1937 р. на підставі рішення «трійки» Управління НКВС по Ленінградській області його розстріляли в урочищі Сандармох поблизу Медвежої Гори (нині м. Медвеж'єгорськ у Карелії). |
| Гаврило Пустовійт        | 1900-1947                                            | український художник-графік, ілюстратор, педагог; вплинув на стилістику і подальший розвиток української станкової та книжкової графіки, плакату, екслібрису                                              |      | У вересні 1942 року Гаврила Пустовійта заарештували за звинуваченням у націоналізмі та антирадянській агітації. Він був засуджений до 10 років таборів і доправлений до Астраханського табору НКВС № 2. Під час відбування покарання захворів на туберкульоз, тому був звільнений в жовтні 1943 році як смертельно хворий без права повертатися в Україну. |
| Яків Риженко             | 1892-1947                                            | |      | |
| Вячеслав Розвадовський   | 1875-1943                                            | український художник, маляр і педагог. |      | 1912 року засланий до Туркестану, де працював педагогом і досліджував народне мистецтво; там і помер. |
| Олександр Рубан          | 1900-1943 (За іншими непровіреними джерелами — 1936) | український графік. |      | |
| Василь Седляр            | 1889-1937                                            | український художник, митець-монументаліст, належав до творчої групи «бойчукістів». |      | Убитий органами НКВД СССР 13 липня 1937 року |
| Євген Ситнянський        | 1907-1937                                            | |      | |
| Кость Сліпко-Москальців  | 1901-?                                               | український маляр, критик і теоретик мистецтва. Викладач Інституту народної освіти в Харкові (1925 — початок 1930-х років).                                                                               |      | Досліджував дитячий рисунок. У 1930-х роках репресований, дальша доля невідома. |
| Євгенія Спаська          | 1891-1980                                            | український етнограф, мистецтвознавець. Сестра історика Івана Спаського. |      | 1934 року репресована й вислана на три роки до Уральська в Казахстані. У 1950-х роках реабілітована. У Казахстані мешкала до кінця життя |
| Яків Струхманчук         | 1884-1937                                            | український графік, карикатурист і портретист. |      | Був репресований і загинув за постишевщини. Розстріляний за вироком трійки НКВС Карельської АРСР. |
| Микола Філянський        | 1873-1938                                            | поет, прозаїк і музейний діяч; геолог. |      | 11 жовтня 1937 року Філянський був заарештований. Розстріляний 12 січня 1938 року в Києві. |
| Василь Хмурий (Бутенко)  | 1896-1940                                            | український журналіст, мистецтвознавець і театральний критик. Справжнє прізвище — Бутенко. |      | 1933 репресовано. |
| Федір Шміт               | 1887-1937                                            | мистецтвознавець родом з Петербургу, дійсний член АН УРСР |      | Розстріляний у Ташкенті 3 грудня 1937 року. |
| Ілля Шульга              | 1878-1938                                            | маляр-реаліст |      | Заарештований у березні 1938, помер у грудні на засланні в Петропавловську (Півн. Казахстан). |
| Львов Сергій Сергійович  | 1930-1993                                            | український художник-живописець ХХ століття. Практикував монументальний та станковий живопис, такі жанри малярства як пейзаж і натюрморт.                                                                 |      | Упродовж 1949—1956 років відбував покарання як репресований у Східному Сибіру, Казахстані. Від 1956 року жив у м.Тернополі, де й помер у 1993 році. |